# Joaquim Salarich i Verdaguer
Joaquim Salarich i Verdaguer (Vic, Província de Barcelona, 16 de setembre de 1816 - Caldes d'Estrac, Província de Barcelona, 4 de març de 1884) fou un historiador, metge i novel·lista català.
Començà la carrera eclesiàstica, però els esdeveniments polítics de 1835 li feren abandonar-la per a seguir la de medicina, que cursà a Barcelona, llicenciant-se el 1845. Primer fou metge de Sant Boi de Lluçanès i el 1848 s'establí en la seva ciutat natal, on també es consagrà al cultiu de la història i la literatura, sent, pels seus interessants treballs d'història local, nomenat cronista de la ciutat osonenca. Des de la seva joventut havia col·laborat en diversos diaris literaris de Barcelona, com El Popular, La Biblioteca Recreativa i El Album del Imparcial. Publicà diversos opuscles sobre matèries d'higiene, demografia i sociologia. Formà part del grup de literats vigatans què, amb el nom d'Esbart de Vic, des de 1867 treballà per la difusió i cultiu de la poesia catalana, col·laborant més tard en La Renaixensa, Lo Gay Saber i La Ilustració Catalana, de Barcelona, i La Veu del Montserrat i La Gazeta Vigatana, de Vic. També afavorí amb la seva col·laboració a les societats excursionistes, havent publicat interessant treballs en els butlletins i volums de memòries del Centre d'Excursions Científiques, de Barcelona, i Centre Excursionista de Vic.
Els treballs històrics de Salarich i Verdaguer són verdaderes monografies de gran interès per a l'esclariment de molts punts d'història local. Les seves novel·les pertanyent el gènere cultivat per Walter Scott, es distingien per la seva equilibrada fantasia i exacta evocació d'èpoques i personatges. El seu estil fou sempre correcte i molt curós. Per raons de salut es va veure obligat als seixanta anys, a deixar la seva estimada ciutat natal i a residir a Caldes d'Estrac, prop de Barcelona. Allà exercí la medicina, formà un curiós herbari i publicà interessants treballs arqueològics. La memòria de Salarich i Verdaguer fou celebrada, en el primer centenari del seu naixement, a la vila de Vic, amb un homenatge públic i làpida commemorativa a la casa on va néixer.
Entre les seves obres més reeixides hi ha: Lo castell de Sabassona (Vic, 1880; Història de Vic (Vic, 1882); Efemèrides vigatanes (Vic, 1883); Lo castell de Vilatorta (Vic, 1879); Cuques de seda de roure Jamamai (Vic, 1880); Un patrimoni universal; Segurs sobre la vida entre'ls pagesos; Un negoci assegurat; Guia de Vic (Vic, 1878); Quadro de pesos y mides i les decimals que han d'usarse (Vic, 1873); Lo lliri de Vespella (Barcelona, 1882); Apuntes sobre los antigues baños de Caldetas y sus celebrades aguas minerales (Barcelona, 1881); Los baños de mar y el balneario de Colón (Barcelona, 1882); Apuntes para la historia de Caldas de Estrach (Barcelona, 1881), i Plantas espontáneas de los alrededores de Caldetas, a Crónica Científica, de Barcelona (1884).